# Angelo da Copertino
Angelo da Copertino, noto anche come Frate Angelo, al secolo Giacomo Maria Tumolo (Copertino, 4 marzo 1609 – 1685 circa), è stato un religioso e pittore italiano.

## Biografia
Giacomo Maria Tumulo nacque a Copertino, il 4 marzo 1609, da Lucia Turi e Bartolomeo. Nel 1628 entra nell'Ordine dei frati minori cappuccini nel convento di Rugge. Fu attivo come pittore nel Salento, le sue opere pittoriche si trovano a Ruffano,Tricase, Casarano, Martina Franca, Copertino, Nardò, Alessano, Gallipoli, Melendugno, Galatina, Lecce, Scorrano e Salve.

## Opere
- Martirio di san Sebastiano (Collegiata di Copertino firmato: F. Angelus uno Copertino Cappuccinus Anno Domini 18 octobris 1635)
- L'apparizione del Bambino a Sant'Antonio da Padova (Ruffano, 1636)
- San Girolamo (Duomo di Nardò)
- San Giuseppe (Chiesa del SS Sacramento, Copertino)
- Sant'Anna (Collegiata di Galatina)
- Immacolata (San Francesco a Lecce, 1682)